# 델베그 칸
델베그 칸(ᠳᠡᠯᠪᠡ ᠬᠠᠭᠠᠨ, Дэлбэг хаан, 德勒伯克 汗, 1395년 ~ 1415년)은 몽골 북원의 대칸(재위: 1412년~1415년)이다. 오이라트 수장 바툴라(마흐무드)와 함께 한 울제이 테무르칸 부냐시리의 아들이라는 설, 울제이 테무르 칸의 동생이라는 설이 있다. 오이라트의 칭상(승상) 바툴라(마흐무드)에 의해 대칸으로 추대되었으나, 동몽골과 중부 몽골에서는 그를 대칸으로 인정하지 않았다.
1412년 몽골의 대칸이 되었지만 실질적으로 권력을 행사한 것은  1415년부터였다. 즉위 후 그의 영향력은 몽골 서부에 한해서였고, 1414년 아수드부의 아룩타이를 케룰렌강 밖으로 몰아냈다. 1415년 아자이와 바툴라 칭상, 동부 몽골의 병력 등과 교전 중 동부 몽골 병력에 의해 암살되었다. 《명사》 <달단(타타르)전>에는 '답리파'(答里巴)로, 《몽골원류》에는 '덕액백극'(德勒伯克)으로 표기되었다. 그는 사실상 실권이 없었고, 오이라트부의 꼭두각시 지도자였다. 페르시아어 문헌에는 타부지 카안(Табэлз хаан)으로 나타난다. 별칭은 '투글루민 카안'(тоглоомын хаан)인데 몽골어로 '꼭두각시 대칸'이라는 뜻이었다.

## 생애

### 북원 황제 즉위 이전
델베그는 부냐시리 울제이 테무르 칸의 아들이다. 그러나 델베그의 가계는 불분명하여 부냐시리 울제이 테무르 칸의 아들이라는 설과, 부냐시리 울제이 테무르 칸의 동생이라는 설이 있다. 그밖에 아리크부카의 또다른 자손이라는 설, 엘베그 니굴세그치 칸의 아들이라는 설, 굴리치 울루그테무르 칸의 아들이라는 설도 있다. 《몽골원류》에 의하면 델베그는 부냐시리 울제이 테무르 칸의 아들이었다고 한다. 다른 몽골의 사서 《전기지우》(傳記之友)에 의하면 그는 아리크 부케의 후손이었다. 다른 설에 의하면 엘베그 니굴세그치 칸의 아들이었고, 부냐시리 울제이 테무르 칸의 동생이었다. 또한 쿠빌라이 칸의 후손이라는 설도 있다. 《명사》와 《명실록》에 의하면 델베그는 부냐시리 울제이 테무르 칸의 동생이었다. 《신원사》 세계표에는 델베그는 굴리치 울루그테무르 칸의 아들이라 한다. 전기지우에 의하면 그의 다른 이름은 달리타이(達勒台)는 이름도 있다 한다. 어머니의 이름과 친정 부족명은 알려진 것이 없다. 델베그라는 이름은 몽골어로 꽃잎이라는 뜻이다. 페르시아어 문헌에는 타부지 카안(Табэлз хаан)으로 나타난다.
델베그의 초기 행적은 알려진 것이 없다. 1412년 오이라트부의 수장 바툴라 (마흐무드, 바하무)에 의해 부냐시리 울제이 테무르 칸이 암살당한 후, 오이라트부는 명나라에 칭신했다. 1412년 오이라트의 바툴라(마흐무드)는 델베그를 새로운 칸으로 선언했다. 다른 설에는 1411년 승상 바툴라가 그를 대칸으로 옹립했다는 설이 있고, 1412년 승상 바툴라를 비롯, 오이라트부의 세 명의 수령이 부냐시리 울제이 테무르 칸을 폐위하고 델베그를 대칸으로 선언하며 옹립했다고 한다. 그러나 델베그 칸이 실질적으로 통치권을 행사한 것은 1415년 이후였다. 몽골 동부와 중부의 왕공족, 노얀들은 그를 대칸으로 인정하지 않았다. 대칸으로 인정하지 않은 이유는 알려져 있지 않다. 델베그 칸의 영향력은 전체 몽골의 3분의 1이 안되는 몽골 서부에 국한되었다.
동몽골의 지도자인 아수드(알란, 아스, 아스트)부 출신의 아룩타이는 델베그를 대칸으로 인정하지 않고, 몽골 동부 지역에 진을 쳤다. 그는 오이라트부 바툴라 칭상의 꼭두각시였다.

### 북원 황제
델베그 칸은 서몽골의 지지를 받았고, 오이라트부 수장 바툴라(마흐무드)를 태사(타이시)로 임명했다. 그러나 동몽골 부족의 대부분은 델베그를 대칸으로 받아들이지 않았다. 그는 오이라트부의 바툴라(마흐무드)의 꼭두각시 대칸이었다. 1412년에 이미 대칸으로 즉위했으나 1415년이 되어서 실권을 잡았다는 설도 있다. 델베그 칸은 아리크 부케의 직계 후손으로서 서몽골 지역의 광범위한 지지를 얻을 수 있었다. 그러나 영향력은 몽골 영토의 3분의 1 미만인 서부 지역에서만 영향력을 행사할 수 있었고, 몽골의 동부와 중부는 아수드부 수장 아룩타이의 영향력하에 있었다.
1412년부터 아수드부의 아룩타이와 교전하여 1414년에 아룩타이 일파를 일시적으로 케룰렌강 밖으로 몰아냈다.
1413년 5월 명나라에 사자를 보내 명나라로 투항한 몽골인 장수 차다시리(撒答失里) 등의 송환을 요구하였다.
1413년 명나라에서 쳐들어오자 오이라트부의 바툴라(마흐무드)와 함께 몽골 중부의 케룰렌강변으로 진군해 명군과 교전했다. 바툴라의 경쟁자인 아룩타이는 명나라의 종주권을 인정하고 복속했다. 1414년 아룩타이가 오이라트부에 의해 케룰렌강 밖으로 축출했다. 그러나 델베그 칸은 몽골의 중부와 동부 지역을 차지하는데 실패했다. 1414년 6월 명나라 영락제가 직접 군대를 이끌고 제2차 원정을 단행, 몽골을 침공했다. 델베그는 오이라트부의 마하무, 태평, 바투, 바라 등과 함께 명나라군과 교전, 우란 호슨에서 델베그 칸과 오이라트군은 참패하였다.

### 실질적 통치와 최후
1415년 영락제가 보낸 명군이 몽골 서부 지역을 침공하자 델베그 칸은 바툴라(마흐무드, 바하무), 볼라드 등과 함께 명군에 맞서 싸웠으나, 툴 강변 전투에서 크게 참패했다. 그러나 명군 역시 막대한 사상자를 낳으며 퇴각했고, 델베그 칸 등은 북쪽으로 후퇴했다.
명나라군이 물러나자, 아자이 칸이 델베그 칸이 허수아비 칸이라며 정당성을 비난하며 몽골의 동부와 중부 지방에서 지지자를 규합, 델베그 칸에 대한 반란을 일으켰다. 1415년, 명나라 군대가 철수하자 동몽골 아수드부의 아룩타이는 오이라트군을 크게 격파했다. 그해 델베그 칸과 오이라트부 지지자들은 아자이에 의해 살해되었다. 일설에는 오이라트부 바툴라 칭상에게 암살됐다는 설도 있다.
일설에는 오이라트의 바툴라(마하무)가 패망한 직후 동몽골로 귀순했다가, 1423년 아룩타이에 의해 살해됐다는 설이 있다.

### 사후
별칭은 '투글루민 카안'(тоглоомын хаан)이었는데, 정식 몽골어 존호는 아니었으며 '꼭두각시 대칸'이라는 뜻이었다.
시신의 행방과 장지는 미상이다. 몽골어식 존호 여부도 미상이다. 얼마 뒤 오이라트부의 지도자가 된 바툴라(마흐무드, 바하무)의 아들 토곤 타이시가 오이라다이를 추대하여 대칸으로 즉위시켰다. 에세크 칸 오이라다이는 델베그 칸의 아들이라는 설, 오이라트부의 수장 우게치 카스카의 아들이라는 설, 아리크부카의 또다른 후손이라는 설 등이 있다. 일설에는 에세크 칸이 델베그 칸의 아들이 아니라고도 한다. 동몽골에는 아수드부 아룩타이와 그가 추대한 아다이가 1425년까지 대치하였다.

## 가족관계
- 조부 혹은 아버지 : 엘베그 니굴세그치 칸
- 삼촌 혹은 형 : 군 테무르 토코간 칸
- 아버지 혹은 형 : 부냐시리 울제이테무르 칸
- 어머니 : 알 수 없음

## 같이 보기
- 영락제의 몽골 원정

## 참고 자료
- Howorth H. H. History of the Mongols: from the 9th to the 19th century, Volume 4, p.367
- Golden, Peter B. (2011). Central Asia in World History. Oxford University Press. p. 118. ISBN 019972203X.